# Nuoto ai Giochi della XXV Olimpiade - 800 metri stile libero femminili
Hanno partecipato alle batterie di qualificazione 25 atlete: le prime 8 si sono qualificate per la finale A.

## Finale A
30 luglio 1992
| Posizione | Atleta            | Paese          | Tempo   |
| --------- | ----------------- | -------------- | ------- |
|           | Janet Evans       | Stati Uniti    | 8:25.52 |
|           | Hayley Lewis      | Australia      | 8:30.34 |
|           | Jana Henke        | Germania       | 8:30.99 |
| 4         | Philippa Langrell | Nuova Zelanda  | 8:35.57 |
| 5         | Irene Dalby       | Norvegia       | 8:37.12 |
| 6         | Olga Splichalova  | Cecoslovacchia | 8:37.66 |
| 7         | Erika Hansen      | Stati Uniti    | 8:39.25 |
| 8         | Isabelle Arnould  | Belgio         | 8:41.86 |

## Batterie di qualificazione
- Q = Qualificate per la finale A

| Posizione | Atleta             | Paese          | Tempo     |
| --------- | ------------------ | -------------- | --------- |
| 1         | Janet Evans        | Stati Uniti    | 8:32.69 Q |
| 2         | Hayley Lewis       | Australia      | 8:33.04 Q |
| 3         | Jana Henke         | Germania       | 8:35.11 Q |
| 4         | Erika Hansen       | Stati Uniti    | 8:36.56 Q |
| 5         | Philippa Langrell  | Nuova Zelanda  | 8:38.43 Q |
| 6         | Irene Dalby        | Norvegia       | 8:38.58 Q |
| 7         | Isabel Arnould     | Belgio         | 8:40.86 Q |
| 8         | Olga Splichalova   | Cecoslovacchia | 8:42.16 Q |
| 9         | Kerstin Kielgass   | Germania       | 8:43.52   |
| 10        | Beatrice Coada     | Romania        | 8:44.17   |
| 11        | Carla Negrea       | Romania        | 8:48.36   |
| 12        | Manuela Melchiorri | Italia         | 8:50.14   |
| 13        | Samantha Foggo     | Regno Unito    | 8:50.17   |
| 14        | Sandra Cam         | Belgio         | 8:50.91   |
| 15        | Julie McDonald     | Australia      | 8:51.59   |
| 16        | Itziar Esparza     | Spagna         | 8:55.65   |
| 17        | Elizabeth Arnold   | Regno Unito    | 8:56.04   |
| 18        | Judit Kiss         | Ungheria       | 8:56.16   |
| 19        | Jeanine Steenkamp  | Sudafrica      | 8:59.62   |
| 20        | Maria Marenco      | El Salvador    | 9:09.41   |
| 21        | Laura Sánchez      | Messico        | 9:10.31   |
| 22        | Claudia Fortin     | Honduras       | 9:10.54   |
| 23        | Thanya Sridama     | Thailandia     | 9:10.58   |
| 24        | Yan Ming           | Cina           | 9:14.63   |
| 25        | Erika Gonzalez     | Messico        | 9:17.18   |
|           | May Ooi            | Singapore      | DNS       |